# شیوه‌های تشییع جنازه رومی

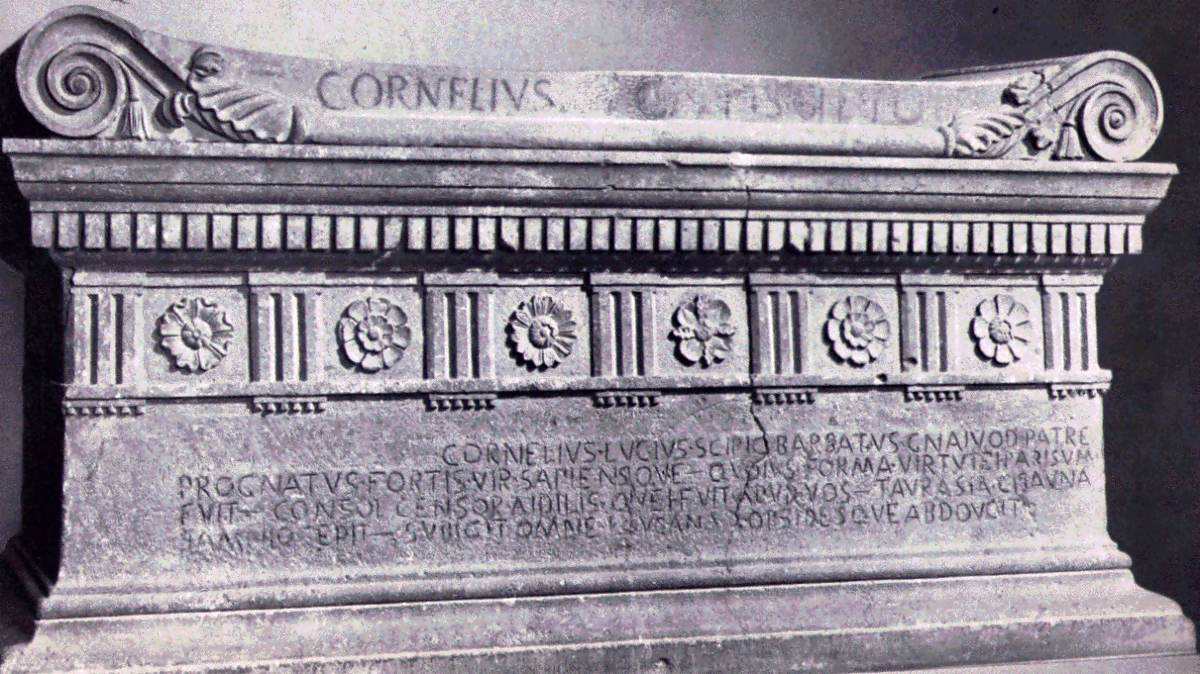
تابوت‌دان

شیوه‌های تشییع جنازه رومی (لاتین: mos maiorum) شامل مراسم مذهبی رومیان باستان مربوط به مراسم خاکسپاری، سوزاندن و خاکستر کردن و خاکسپاری است. آنها بخشی از منش نیاکان، رمز نانوشته ای بودند که رومی‌ها هنجارهای اجتماعی خود را از آن استخراج می‌کردند.